# Platygaster consobrina
Platygaster consobrina är en stekelart som beskrevs av Jean-Jacques Kieffer 1913. Platygaster consobrina ingår i släktet Platygaster och familjen gallmyggesteklar. Inga underarter finns listade i Catalogue of Life.